# Konfuziustempel
Konfuziustempel (Han-Schrift: 孔廟 Kong miao) sind nach Konfuzius benannte Tempel.
Bekannte Konfuziustempel nach Ländern: 
- China:
  - Konfuziustempel in Hangzhou
  - Konfuziustempel in Nanjing
  - Konfuziustempel in Peking
  - Konfuziustempel in Qufu
  - Konfuziustempel in Zhengzhou
- Südkorea:
  - Konfuziustempel in Seoul (Munmyo)
- Taiwan:
  - Konfuziustempel in Changhua
  - Konfuziustempel in Kaohsiung-Qishan
  - Konfuziustempel in Kaohsiung-Zuoying
  - Konfuziustempel in Taichung
  - Konfuziustempel in Tainan
  - Konfuziustempel in Taipeh